# Distribuzione di Maxwell-Jüttner
In fisica, e in particolare nella teoria della relatività, la distribuzione di Maxwell-Jüttner è la distribuzione delle velocità delle particelle in un gas ideale di particelle relativistiche. Simile alla distribuzione di Maxwell-Boltzmann, la distribuzione di Maxwell-Jüttner considera un gas ideale classico nel quale le particelle sono diluite e non interagiscono in modo significativo tra di loro. A differenza della distribuzione classica di Maxwell, però, si considerano anche gli effetti della relatività ristretta: per temperature T basse, ovvero molto inferiori a {\displaystyle mc^{2}/k} (dove m indica la massa del tipo di particella che compone il gas, c la velocità della luce e k la costante di Boltzmann), queste due distribuzioni sono identiche. 
La distribuzione viene attribuita a Ferencz Jüttner, che la ricavò nel 1911. È poi diventata nota come distribuzione di Maxwell-Jüttner in analogia con la distribuzione Maxwell-Boltzmann. 

## La funzione di distribuzione

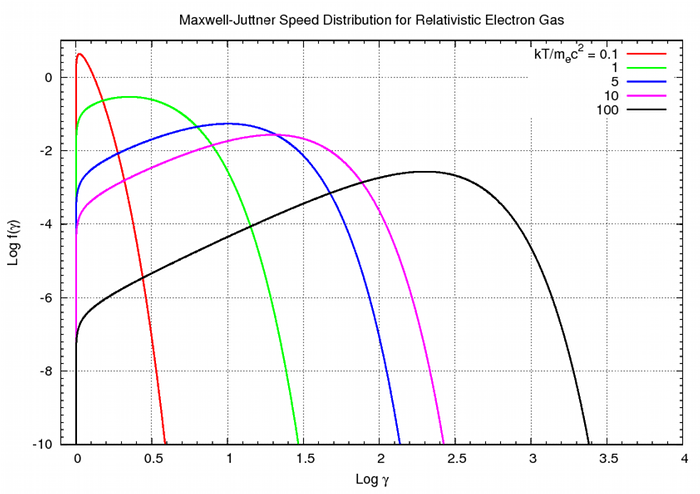
Distribuzione di Maxwell-Jüttner per un gas a diverse temperature. La velocità è rappresentata in termini del fattore di Lorentz.

All'aumentare della temperatura del gas, quando il valore {\displaystyle kT} si avvicina o supera la soglia {\displaystyle mc^{2}}, la distribuzione di probabilità per {\displaystyle \gamma =1/{\sqrt {1-v^{2}/c^{2}}}} in questo gas relativistico di Maxwell è data dalla distribuzione Maxwell-Jüttner: 
{\displaystyle f(\gamma )={\frac {\gamma ^{2}\beta }{\theta K_{2}(1/\theta )}}\exp \left(-{\frac {\gamma }{\theta }}\right)}
dove {\displaystyle \beta ={\frac {v}{c}}={\sqrt {1-1/\gamma ^{2}}},} {\displaystyle \theta ={\frac {kT}{mc^{2}}},} e {\displaystyle K_{2}} è la funzione di Neumann.
In alternativa, si può riformulare in termini della quantità di moto: 
{\displaystyle f(\mathbf {p} )={\frac {1}{4\pi m^{3}c^{3}\theta K_{2}(1/\theta )}}\exp \left(-{\frac {\gamma (p)}{\theta }}\right)}
dove {\displaystyle \gamma (p)={\sqrt {1+\left({\frac {p}{mc}}\right)^{2}}}}. L'equazione di Maxwell-Jüttner è covariante, ma non è manifestamente covariante, e la temperatura del gas non varia con la velocità del gas.

## Limiti
Alcuni dei limiti delle distribuzioni di Maxwell-Jüttner sono gli stessi del modello ideale di gas nella fisica classica: si trascurano le interazioni e gli effetti quantistici. Un'ulteriore limitazione, che invece non è importante nel gas ideale classico, è che la distribuzione di Maxwell-Jüttner non tiene conto delle antiparticelle.